# Senecio picridioides
Senecio picridioides là một loài thực vật có hoa trong họ Cúc. Loài này được (Turcz.) M.E.Lawr. miêu tả khoa học đầu tiên năm 1985.